# Incidente della funivia Stresa-Alpino-Mottarone
L'incidente della funivia Stresa-Alpino-Mottarone è accaduto la mattina di domenica 23 maggio 2021 sulla funivia Stresa-Alpino-Mottarone, quando la fune traente dell'impianto ha ceduto, causando la caduta di una delle cabine in transito, al cui interno si trovavano quindici persone; quattordici di loro sono morte, mentre un bambino è rimasto gravemente ferito.

## Antefatti

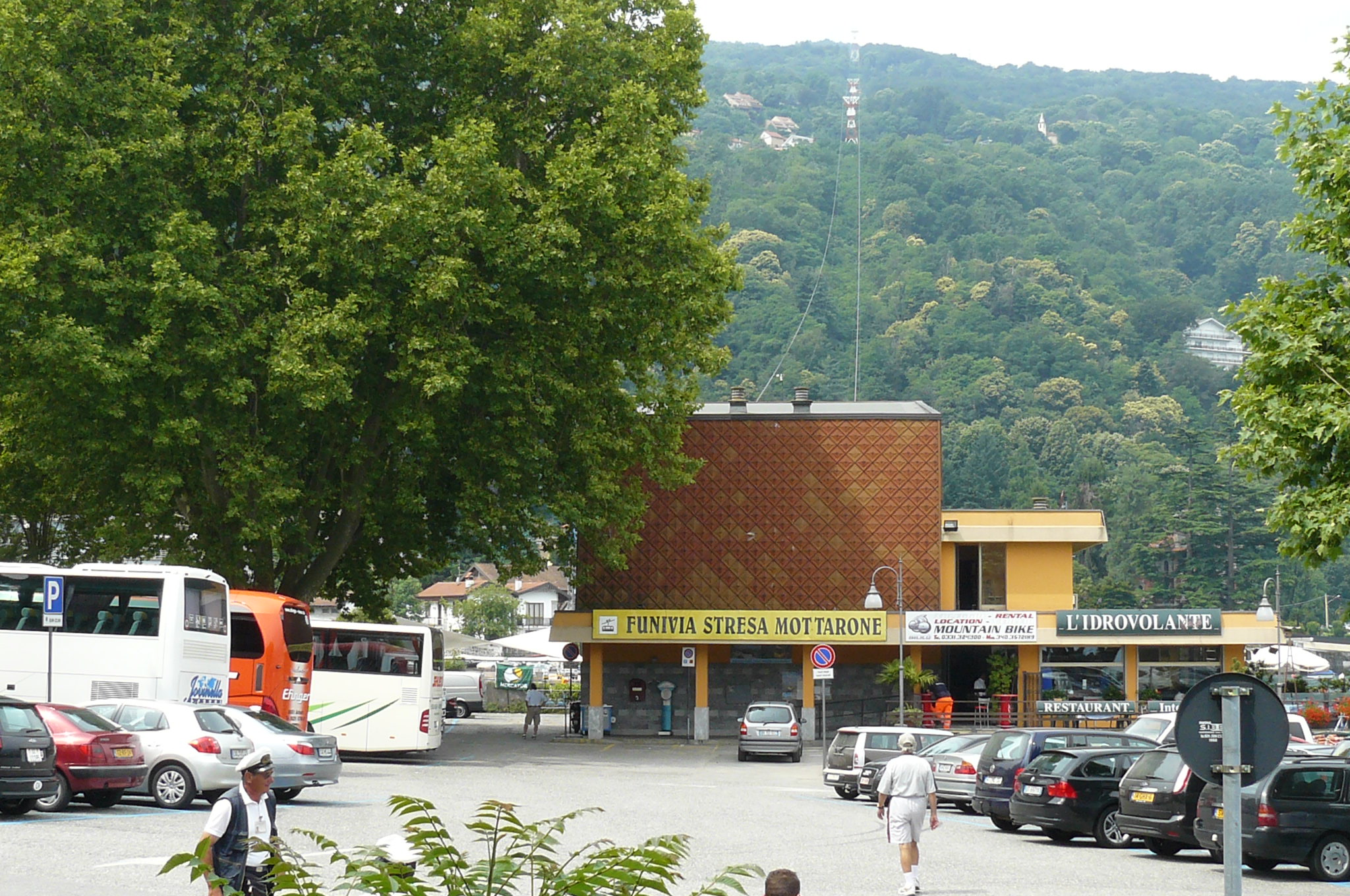
La stazione di partenza a Stresa.

La funivia Stresa-Alpino-Mottarone è un impianto di risalita, situato nel comune di Stresa, nella provincia del Verbano-Cusio-Ossola in Piemonte, il cui scopo è quello di collegare la famosa cittadina del Lago Maggiore con la vetta del Mottarone. Realizzata nel 1970 dalla società Piemonte Funivie di Torino (poi confluita in Agudio e quindi nel gruppo Leitner) per sostituire la vecchia ferrovia del Mottarone, è divisa in due tronconi: il primo collega il comune con la frazione di Alpino, mentre il secondo (che ha uno sviluppo inclinato di 3020 m e vince un dislivello di 582 m.) collega Alpino con un pianoro immediatamente sotto la vetta del Mottarone, posto a 1385 m s.l.m.

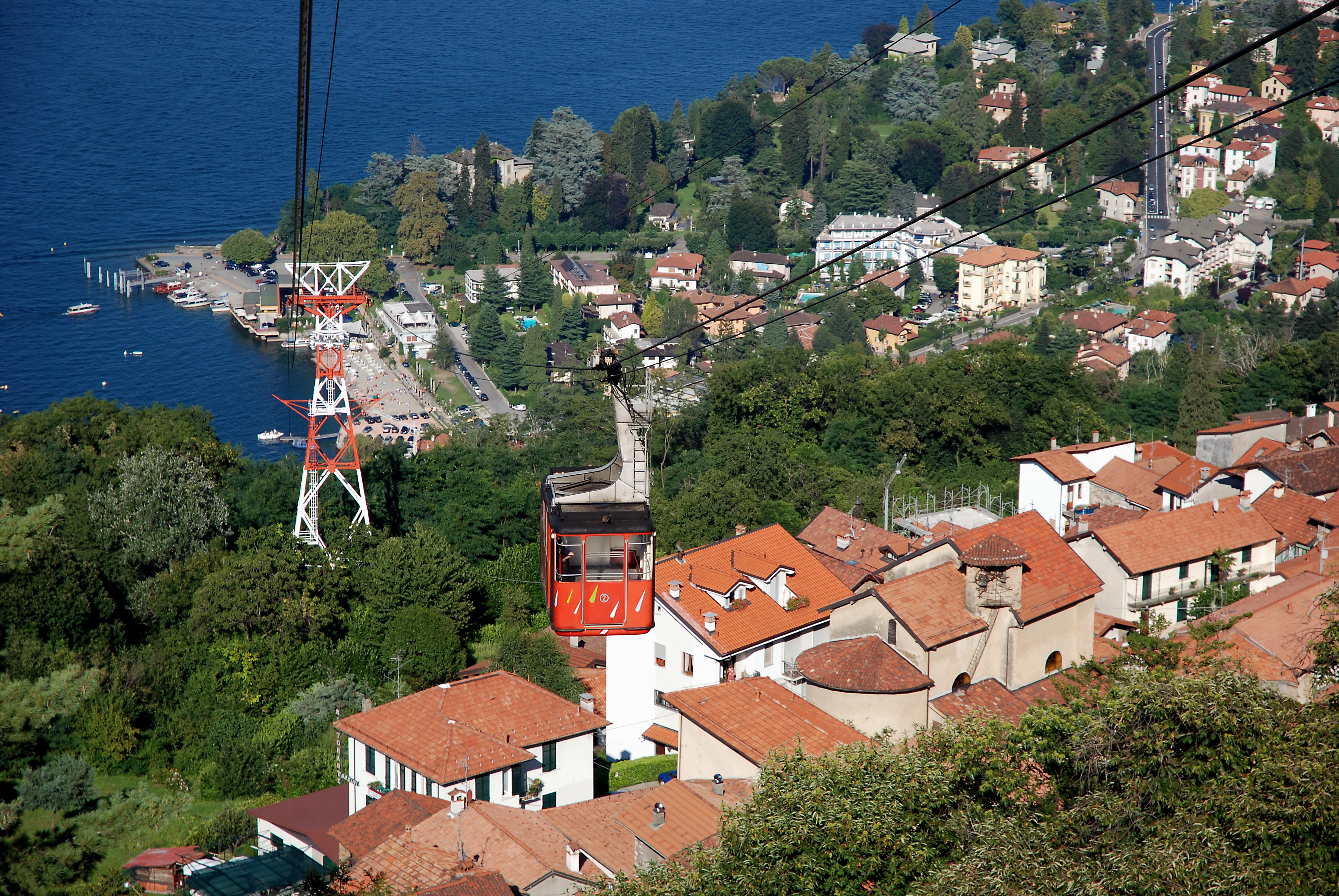
La funivia lungo la tratta Stresa - Alpino (1° troncone).

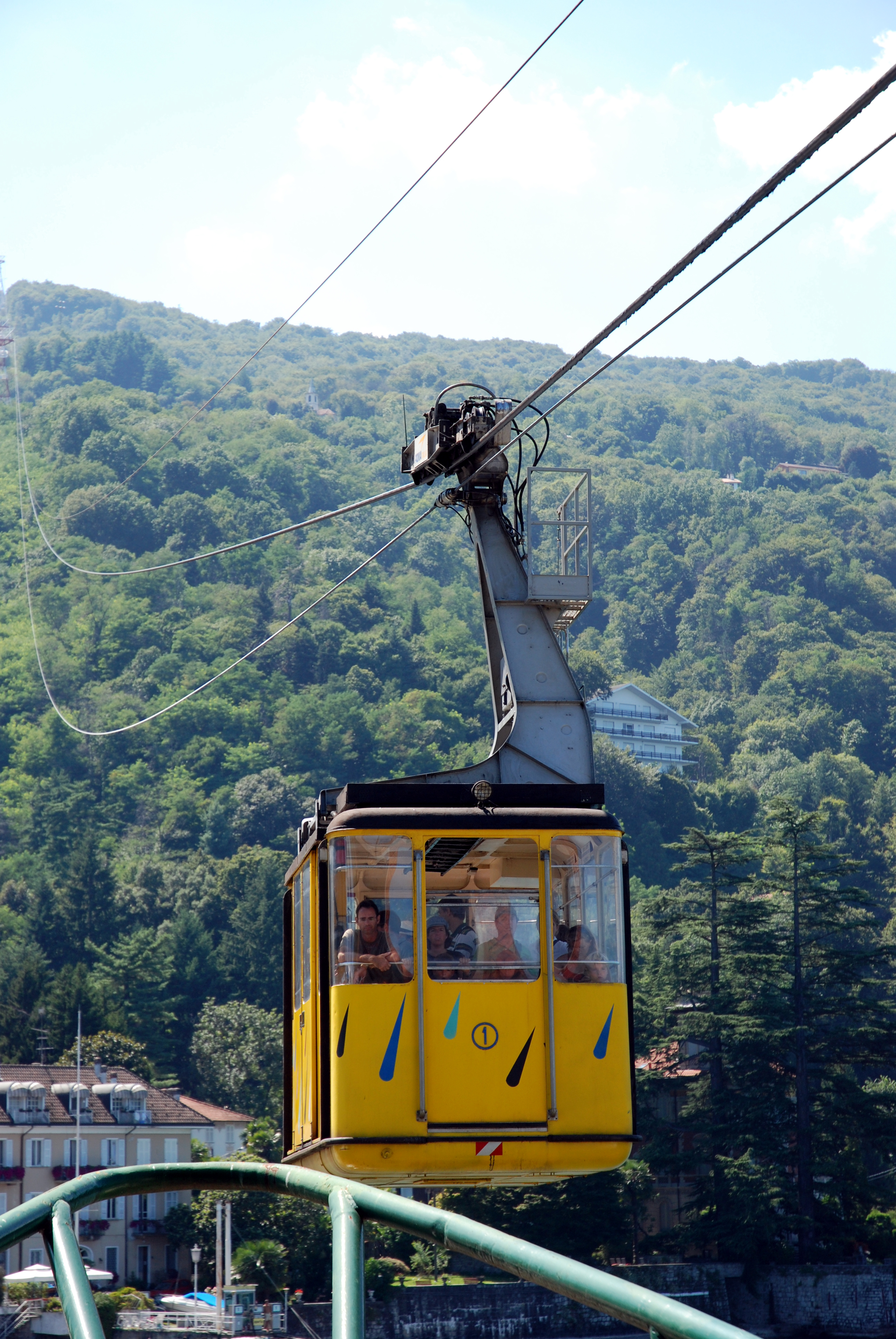
La cabina della funivia in ingresso alla stazione di Stresa.

Dalla sua inaugurazione fino al 2021 l'impianto è stato sottoposto a due revisioni straordinarie legate alla manutenzione: la prima nel 2002, affidata alla ditta Poma, mentre la seconda, espletata dalla Leitner, è avvenuta nel 2014. Nel novembre 2020 i cavi di sospensione e di trazione sono stati sottoposti a un regolare test induttivo magnetico, e i freni dei cavi di sospensione sono stati sottoposti da ultimo a un test funzionale dalla ditta Leitner il 1° dicembre 2020. 
Dopo la sospensione dovuta alla pandemia di COVID-19, le operazioni sono riprese temporaneamente il 26 aprile 2021. La cabine della funivia avevano una capienza massima consentita di 40 persone, ridotta a 15 persone a causa della pandemia di COVID-19.
Un incidente di servizio era già avvenuto nel luglio 2001, quando una cabina con a bordo quaranta passeggeri era rimasta bloccata a metà del tragitto iniziale (tra Stresa e Alpino), richiedendo l'intervento delle forze di soccorso.

## Incidente

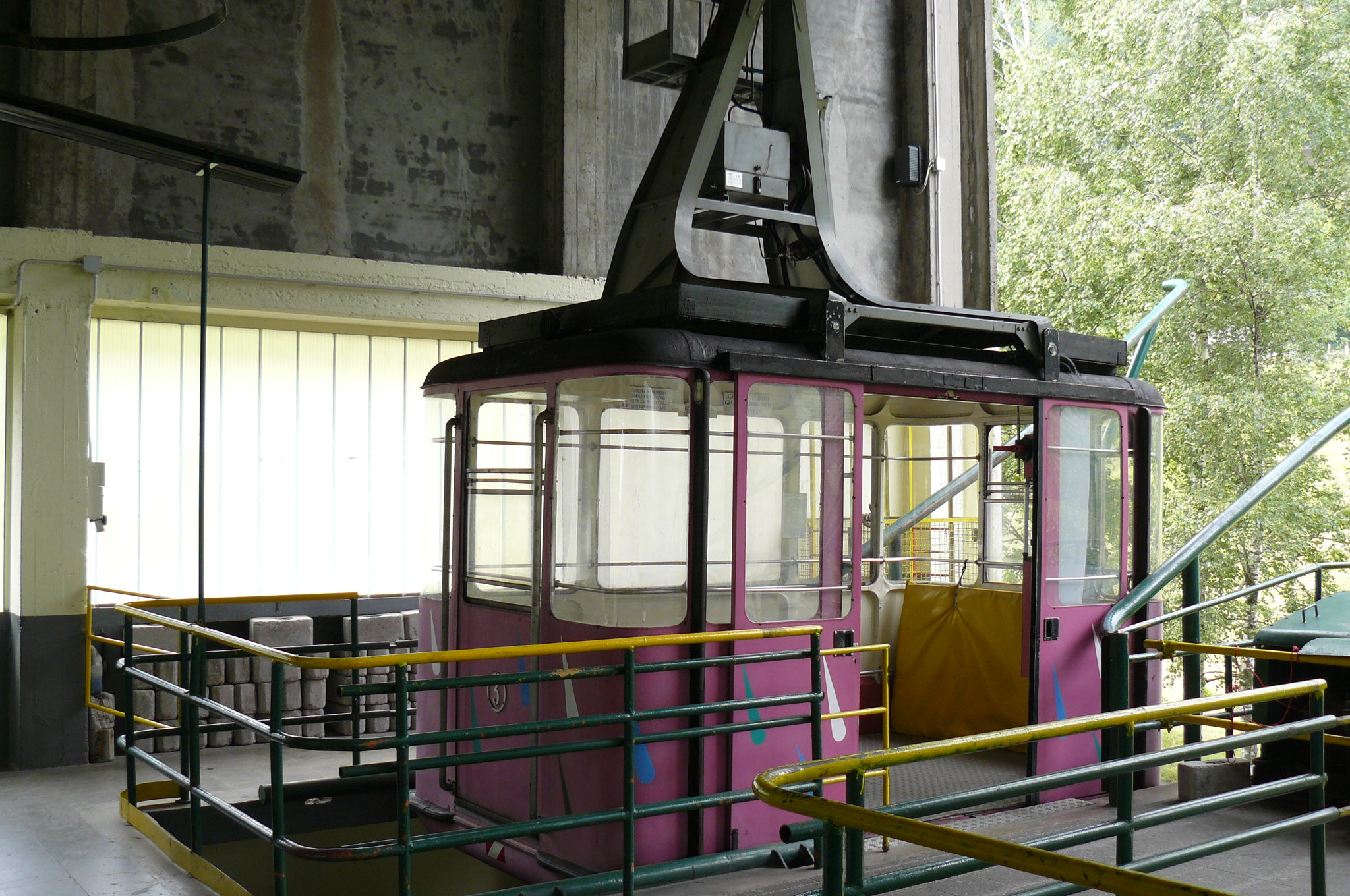
La stazione intermedia di Alpino.

Verso le ore 12:15 di domenica 23 maggio 2021, la cabina numero 3 della funivia si stava apprestando a entrare nella stazione di monte in vetta al Mottarone, quando si è verificato un cedimento strutturale della fune traente. La cabina, dopo un brusco rimbalzo, è retrocessa a forte velocità, per poi sganciarsi dalla fune portante in corrispondenza di uno dei piloni del tracciato e schiantarsi al suolo, dopo una caduta di oltre 20 metri, in una zona boschiva lontana da strade carrabili, il che ha reso inizialmente difficile l'opera di soccorso.
Due telecamere di videosorveglianza installate nella stazione a monte hanno registrato la rottura del cavo e il violento rimbalzo iniziale della cabina, che ha fatto cadere a terra tutti i passeggeri. Una delle due telecamere ha anche ripreso la violenta oscillazione della cabina che accelerava verso valle, veniva sbalzata dal cavo di sostegno mentre superava il pilone n°3 e si schiantava prima di scomparire dal campo visivo della telecamera. Sono trascorsi circa 14 secondi dal momento in cui la fune si è spezzata fino a quando la cabina è scomparsa dal campo visivo della telecamera. 
L'altra cabina della sezione superiore della funivia, che viaggiava in discesa sulla fune di sospensione nord, si è fermata pochi metri prima della stazione intermedia (Alpino) grazie al corretto funzionamento del freno della fune di sospensione; dopo l'incidente, i passeggeri sono stati calati.

## Vittime
Delle quindici persone presenti a bordo della cabina coinvolta nell'incidente, quattordici sono decedute mentre una sola è rimasta gravemente ferita (Eitan Biran, cinque anni). Otto vittime erano italiane, cinque israeliane e una iraniana.
| Vittima                       | Nazionalità | Data di nascita  | Età |
| ----------------------------- | ----------- | ---------------- | --- |
| Tal Peleg in Biran            | Israele     | 13 agosto 1994   | 26  |
| Amit Biran                    | Israele     | 2 febbraio 1991  | 30  |
| Tom Biran                     | Israele     | 16 marzo 2019    | 2   |
| Barbara Konisky in Cohen      | Israele     | 11 febbraio 1950 | 71  |
| Itshak Cohen                  | Israele     | 17 novembre 1939 | 81  |
| Mohammadreza Shahaisavandi    | Iran        | 25 giugno 1988   | 32  |
| Serena Cosentino              | Italia      | 4 maggio 1994    | 27  |
| Silvia Malnati                | Italia      | 7 luglio 1994    | 26  |
| Alessandro Merlo              | Italia      | 13 aprile 1992   | 29  |
| Vittorio Zorloni              | Italia      | 8 settembre 1966 | 54  |
| Elisabetta Personini          | Italia      | 9 luglio 1983    | 37  |
| Mattia Zorloni                | Italia      | 9 agosto 2015    | 5   |
| Angelo Vito Gasparro          | Italia      | 24 aprile 1976   | 45  |
| Roberta Pistolato in Gasparro | Italia      | 23 maggio 1981   | 40  |

## Indagini

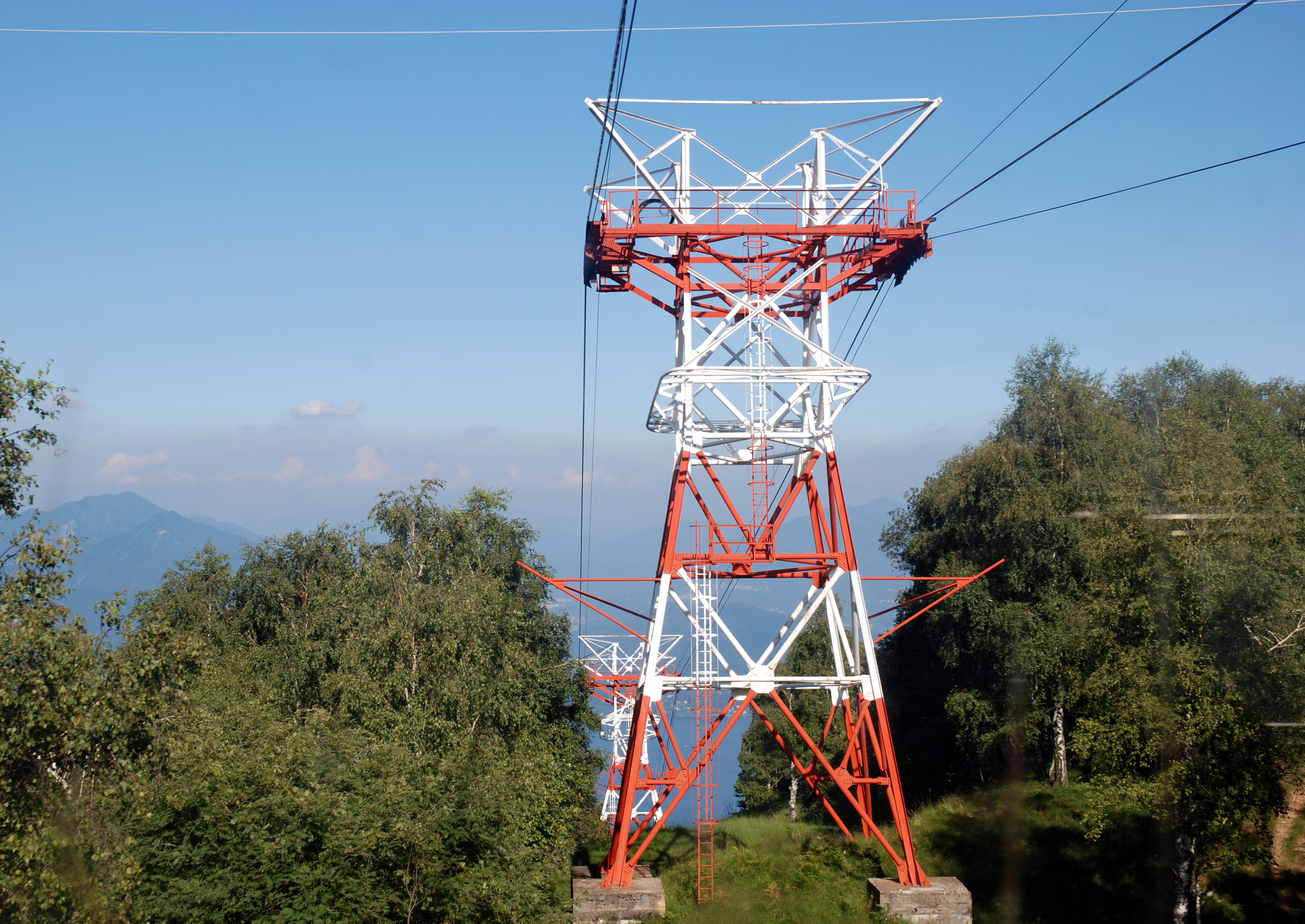
Sostegni funivia 1 (posteriore) e 2 sulla tratta Alpino – Mottarone.

Immediatamente dopo le operazioni di primo soccorso, il procuratore di Verbania Olimpia Bossi ha disposto il sequestro dell'impianto della funivia al fine di avviare le indagini per chiarire e accertare ulteriori cause che abbiano portato al cedimento della fune dell'impianto e all'inattivazione dei freni di emergenza, i quali hanno avuto effetto solo sulla cabina a valle.
Il 26 maggio la Procura emette tre ordinanze di fermo nei confronti del titolare della società e due responsabili della struttura, basandosi su un quadro fortemente indiziario sviluppato dai Carabinieri di Stresa, come specificato dal Procuratore Bossi, sulla manomissione del sistema frenante per consentire l'utilizzo della funivia altrimenti bloccata per un malfunzionamento non risolto dello stesso. Questa manomissione era presente dalla riapertura dell'impianto nell'aprile del 2021.
Nella notte tra sabato 29 e domenica 30 maggio il GIP del Tribunale di Verbania, Donatella Banci Buonamici, ordina la scarcerazione per due degli indagati, disponendo gli arresti domiciliari per il terzo.
Il 3 agosto i periti nominati dal tribunale effettuano un sopralluogo in vetta, e conseguentemente ha inizio l'esame della fune ceduta. Successivamente viene analizzata la scatola nera contenente i dati tecnici e di funzionamento dell'impianto.
Il 13 settembre due monconi di quasi quindici metri l’uno della fune traente, sono stati prelevati dai vigili del fuoco e depositati nella stazione intermedia dell’Alpino.
L'8 novembre 2021 è stata rimossa la cabina dal luogo di impatto, dopo che i Vigili del Fuoco l'hanno preventivamente sezionata in due parti: la sospensione (parte strutturale superiore che collega la cabina vera e propria alla fune portante per mezzo dei carrelli) e la cabina (telaio rivestito adibito allo stazionamento dei passeggeri). Le due parti sono state rimosse con due distinte rotazioni effettuate con elicotteri diversi, nello specifico la sospensione del peso di circa 1500 kg, preventivamente ingabbiata da un esoscheletro di sostegno esterno in tubi Innocenti, per preservare la posizione del carrello e dell'attacco delle teste fuse è stata sollevata da un Sikorsky S-64 Skycrane "Cochise" marche I-CFAN dei Vigili del Fuoco di stanza all'Aeroporto di Cuneo-Levaldigi; mentre la cabina da un AgustaWestland AW139 marche VF-141 del Reparto Volo dei Vigili del Fuoco di stanza all'Aeroporto di Milano-Malpensa. Le due parti sono state depositate al campo da calcio di Gignese e da lì trasportate a mezzo camion al Tecnoparco di Verbania.

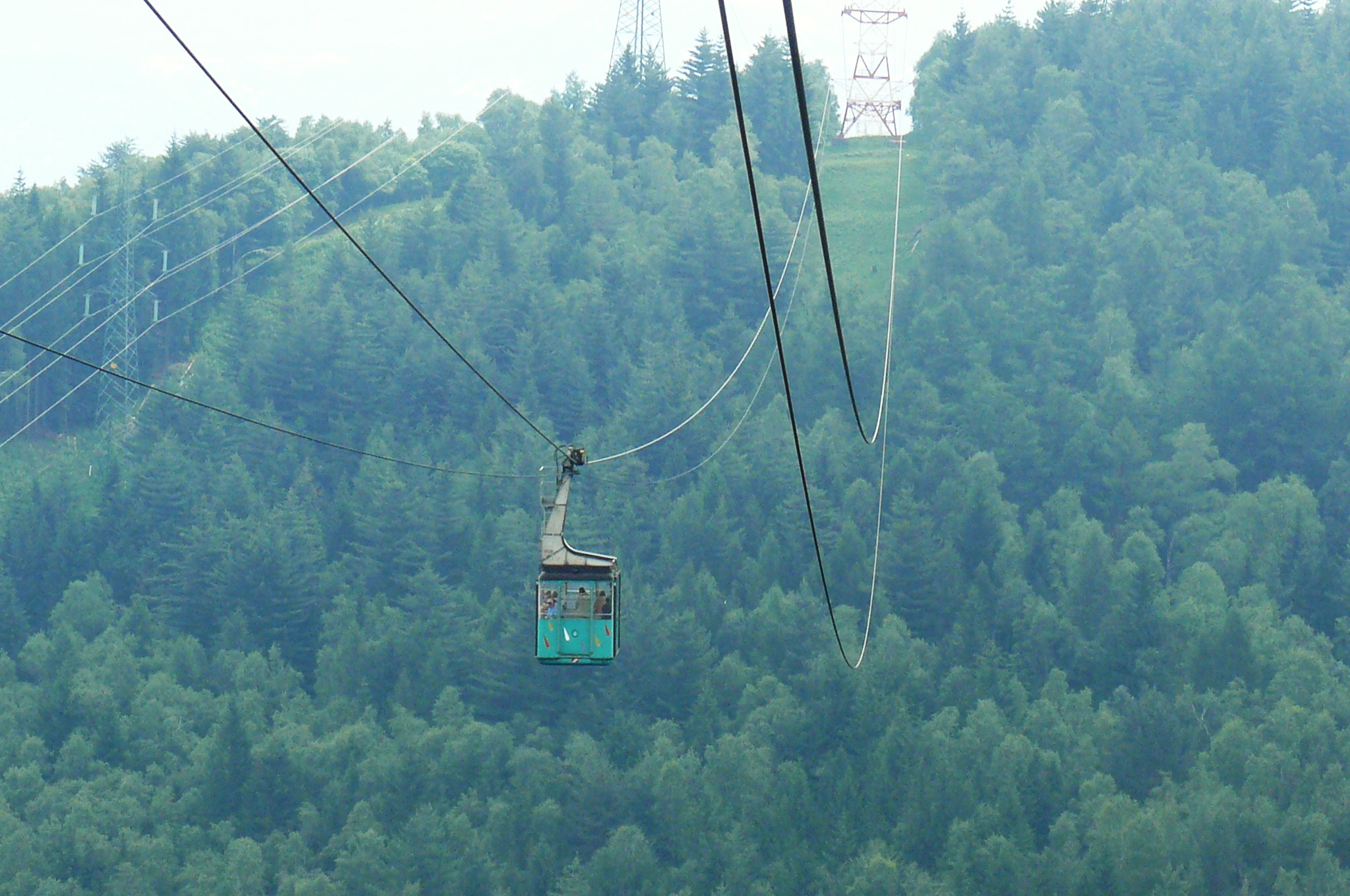
La funivia lungo la tratta Alpino – Mottarone (2° troncone).

Il 17 gennaio 2022 con l’assistenza dei vigili del fuoco di Verbania, i tecnici del LA.T.I.F. (Laboratorio Tecnologico Impianti a Fune) di Trento hanno smontato il blocco delle teste fuse della cabina 4, la gemella di quella precipitata il 23 maggio, ricoverata presso la stazione dell'Alpino, per consentire valutazioni comparate con quello della vettura 3, che è stato smontato nel pomeriggio presso un capannone della Protezione Civile al Tecnoparco di Verbania, dove la cabina 3 è custodita. I tecnici hanno smontato il blocco completo, ma hanno prelevato per i test e l'apertura solo il blocco dal lato in cui la fune si è spezzata (semianello).
Il 26 maggio 2022 la commissione di indagine istituita dalla DiGIFeMa (Direzione Generale per le Investigazioni Ferroviarie e Marittime) predispone la relazione intermedia di indagine a un anno dall'evento.
Il 19 maggio 2023 la Procura della Repubblica di Verbania ha comunicato la conclusione delle indagini; sono state avviate azioni legali nei confronti di sei persone, di cui tre appartenenti alla società esercente la funivia e tre alla società Leitner, che si era assunta la responsabilità della sicurezza della funivia tramite un contratto di manutenzione. La società esercente è accusata di non aver effettuato i controlli previsti e, inoltre, di aver redatto verbali di controlli non effettuati; Leitner è accusata di non aver usato la necessaria diligenza nella supervisione dei processi di manutenzione e ispezione ad essa affidati. 
Il 2 maggio 2024, su iniziativa del tribunale di Verbania, l'impianto funiviario è stato dissequestrato. L'operazione è stata realizzata su richiesta del comune di Stresa, che intende ricostruire completamente la struttura entro il 2025. 
Il 18 giugno 2024 si è svolta l’udienza preliminare nell’ambito del procedimento giudiziario. La Procura della Repubblica di Verbania ha comunicato che aprirà il procedimento principale nei confronti delle seguenti persone: Luigi Nerini, proprietario della società funiviaria, Enrico Perocchio, direttore operativo, Gabriele Tadini, ingegnere capo, Martin Leitner, vicepresidente della Leitner AG, e Peter Rabanser, responsabile del servizio clienti della Leitner AG. Inoltre, il pubblico ministero presenterà accuse anche contro la società funiviaria stessa e contro la Leitner AG. Tuttavia, il procedimento contro Anton Seeber, presidente della Leitner AG, verrà archiviato poiché il settore degli impianti a fune non rientrava nel suo ambito di competenza. La Procura ha respinto la richiesta di conciliazione del direttore dello stabilimento.
Il 19 ottobre 2024, il Gup di Verbania Rosa Maria Fornelli, restituisce gli atti al Pubblico Ministero, chiedendo il rifacimento da capo del procedimento relativo all'udienza preliminare.

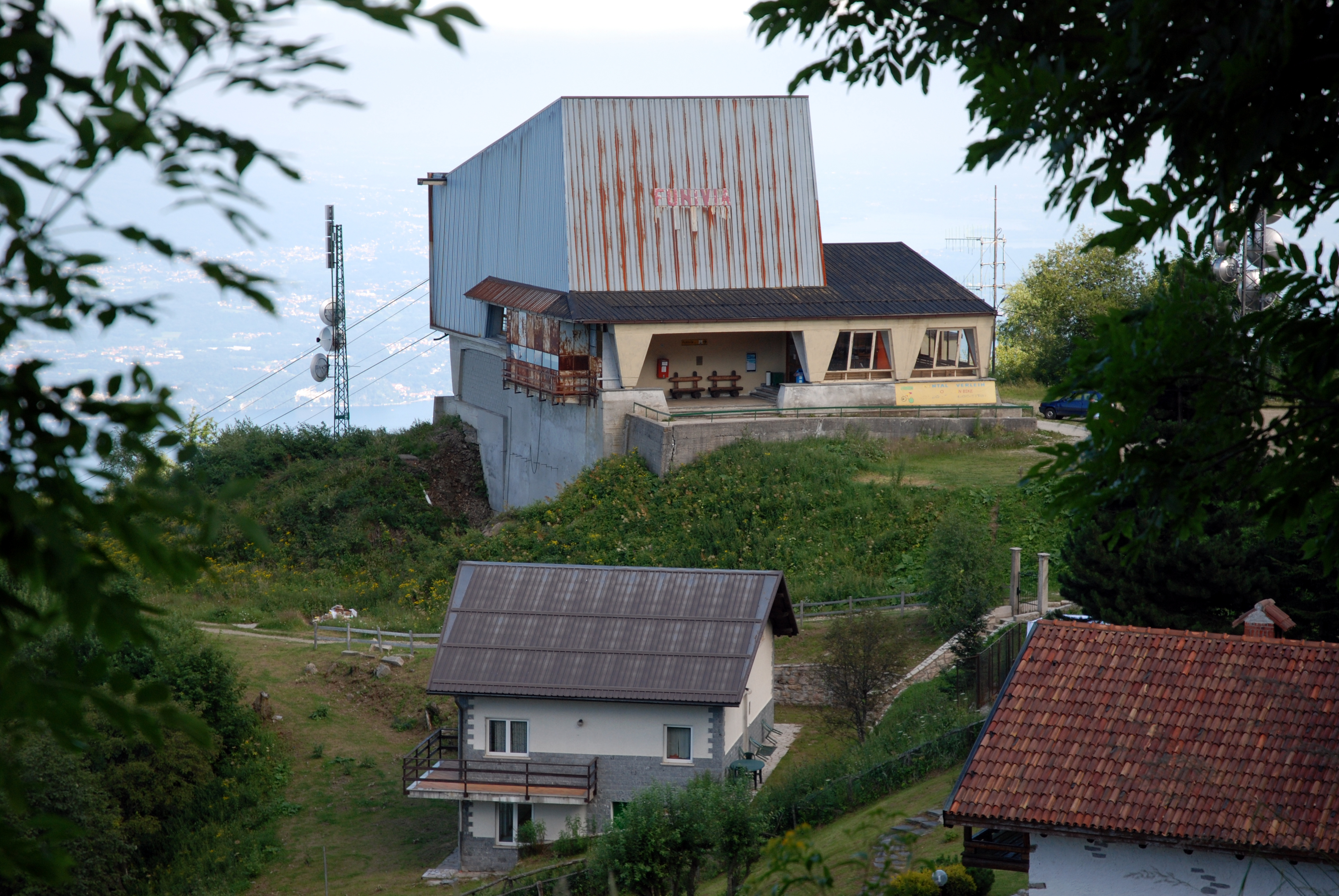
La stazione di arrivo al Mottarone.

Il 21 marzo 2025, il sostituto procuratore della Repubblica di Verbania, Laura Carrera, ha nuovamente chiuso l'inchiesta, e notificato il secondo avviso di conclusione indagini a Gabriele Tadini, Luigi Nerini, Enrico Perocchio, Martin Leitner e Peter Rabanser. Sono invece state stralciate le posizioni delle società Ferrovie del Mottarone e Leitner.
Il 23 aprile 2025, la Procura della Repubblica di Verbania ha chiesto il rinvio a giudizio per Gabriele Tadini, Luigi Nerini, Enrico Perocchio, Martin Leitner e Peter Rabanser.

## Considerazioni[41]
La causa dell'evento è stata determinata dalla rottura della fune traente (semianello superiore) in corrispondenza dell'attacco a testa fusa alla cabina n.3. La gravità dell'evento è stata amplificata dall'inibizione dolosa di due barriere del sistema di sicurezza dell'impianto che hanno comportato l'inefficacia delle azioni progettualmente previste, quali:
- L'intervento del freno di emergenza sulla fune portante che avrebbe potuto arrestare la cabina n.3, in analogia a quanto avvenuto con la cabina n.4 correttamente frenata.
- L'intervento dei finecorsa del contrappeso della fune traente agenti sul freno meccanico di emergenza, che avrebbe evitato variazioni allo sforzo di trazione al semianello superiore della fune traente in caso di arresto del contrappeso per raggiungimento dei finecorsa comandando il freno sull'argano principale.

### Prime ipotesi

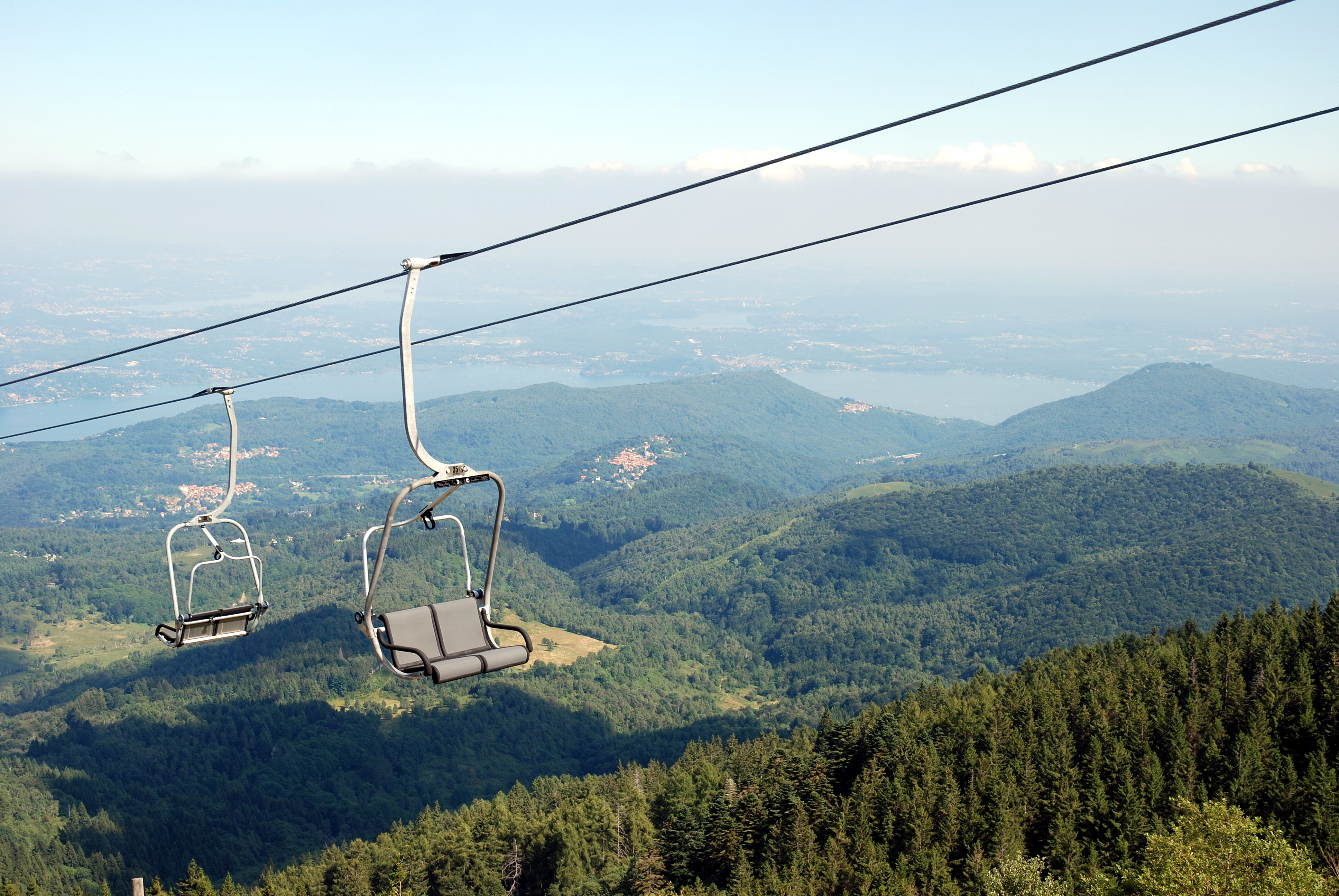
La seggiovia sommitale, che conduce alla cima del Mottarone.

Si ritiene che la rottura della fune traente superiore in corrispondenza dell'attacco a testa fusa possa essere intervenuta per diverse concause:
- Danneggiamento della fune traente in corrispondenza dell'attacco della testa fusa per progressivo invecchiamento dovuto a fenomeni corrosivi, di fatica, dissesti e torsioni, non adeguatamente monitorati.
- Aumento della tensione della fune traente provocato dall'inerzia della massa del contrappeso appoggiato sul tampone inferiore per allungamento della stessa fune.[41]

## Conclusioni
Le cause che hanno portato alla tragedia possono essere così individuate:
- Cause dirette: rottura della fune traente superiore nelle immediate vicinanze dell’attacco a testa fusa; per effetti connessi al progressivo invecchiamento di quel tratto di fune per pregressi fenomeni di fatica, torsionali per allungamento della fune e corrosione, non adeguatamente controllati e monitorati, e inibizione con dispositivi meccanici dell’intervento del freno di emergenza sulla portante, previsto dalla normativa come barriera di sistema in caso di rottura della fune traente.
- Cause indirette:
  - Fattore umano: formazione, competenza e consapevolezza del personale.
  - Fattore organizzativo: mancanza di una struttura efficace e preparata alla missione della gestione dell’esercizio e della manutenzione.
- Cause sistemiche: assenza, nella normativa attuale, di un obbligo all’adozione, da parte delle società esercenti, di buone pratiche e di sistemi di gestione della sicurezza per l’esercizio e la manutenzione, commisurate alla propria realtà industriale[42].

## Eventi correlati alla strage

### Spostamento di una gara ciclistica
Il 28 maggio 2021 era previsto il passaggio sul Monte Mottarone della 19a tappa del Giro d'Italia. Dopo l'incidente della funivia è stato individuato un percorso alternativo.

### Scandalo per la pubblicazione del video dell'incidente
Le registrazioni video delle telecamere di sorveglianza, inizialmente accessibili solo alla Procura della Repubblica, sono diventate pubbliche e sono state trasmesse il 16 giugno 2021, tre settimane dopo l'incidente, dal telegiornale TG3 della terza emittente pubblica Rai 3. Altri media italiani hanno ulteriormente diffuso il filmato. Ciò suscitò aspre critiche da più parti. La Procura ha definito la pubblicazione del tutto inappropriata, perché la sofferenza delle famiglie delle vittime non deve essere aggravata da azioni come queste. Il presidente della Rai ha protestato pubblicamente contro la decisione dei suoi direttori dei programmi. Anche diversi politici hanno espresso opinioni simili. 

### Rapimento di Eitan Biran
Nel mese di settembre 2021, la tragedia del Mottarone è tornata al centro dell'attenzione mediatica per un evento correlato al destino di Eitan Biran, l'unico sopravvissuto: dopo la tragedia, il bambino, che aveva perso entrambi i genitori, era stato affidato alla zia paterna Aya e viveva con lei in provincia di Pavia. Il nonno materno Shmuel Peleg, giunto da Israele per fare visita al nipote, approfittò dell'opportunità di un incontro esclusivo con Eitan per portarlo via con sé in Israele passando attraverso la Svizzera. L'evento ebbe come conseguenza immediata la denuncia a carico di Shmuel Peleg per sequestro di persona e l'avvio di una guerra familiare per l'affido del bambino, con il rischio di un'escalation diplomatica fra Italia e Israele. Dopo un'indagine internazionale avviata fra i tribunali italiano, elvetico e israeliano, è la Corte suprema israeliana alla fine di novembre 2021 a stabilire con la propria sentenza che Eitan debba tornare necessariamente in Italia e vivere con la zia paterna, in quanto, a prescindere dalle origini israeliane della famiglia, il bambino era cresciuto in Italia fino alla tragedia del Mottarone. In ottemperanza alla sentenza, il 3 dicembre 2021, Eitan fa ritorno in Italia accompagnato dalla zia paterna Aya.
Il 26 febbraio 2024 il tribunale di Verbania ha riconosciuto un risarcimento di 3 milioni di euro a Eitan Biran, il bambino di 9 anni unico sopravvissuto all’incidente della funivia del Mottarone.
Con l’accordo fra i legali di Biran, Leitner e Ferrovie del Mottarone, la società che aveva in gestione l’impianto, si è chiusa la parte dei processi che riguarda i risarcimenti spettanti alle vittime.